# سهره‌سسکی خاکستری
سهره‌سسکی خاکستری (نام علمی: Certhidea fusca) گونه‌ای از پرندگان، یکی از سهره‌های داروین از خانواده فرخندگان است. گاهی در خانواده زردپره‌های نمادین طبقه‌بندی می‌شود، مطالعات جدیدتر نشان داده‌است که به خانواده فرخندگان وابستگی دارد. این گونه بومی جزایر گالاپاگوس، اکوادور است.
زیستگاه‌های طبیعی آن جنگل‌های خشک نیمه‌گرمسیری یا گرمسیری، جنگل‌های کوهستانی نمناک نیمه‌گرمسیری یا گرمسیری و درختچه‌زار خشک نیمه‌گرمسیری یا گرمسیری است.

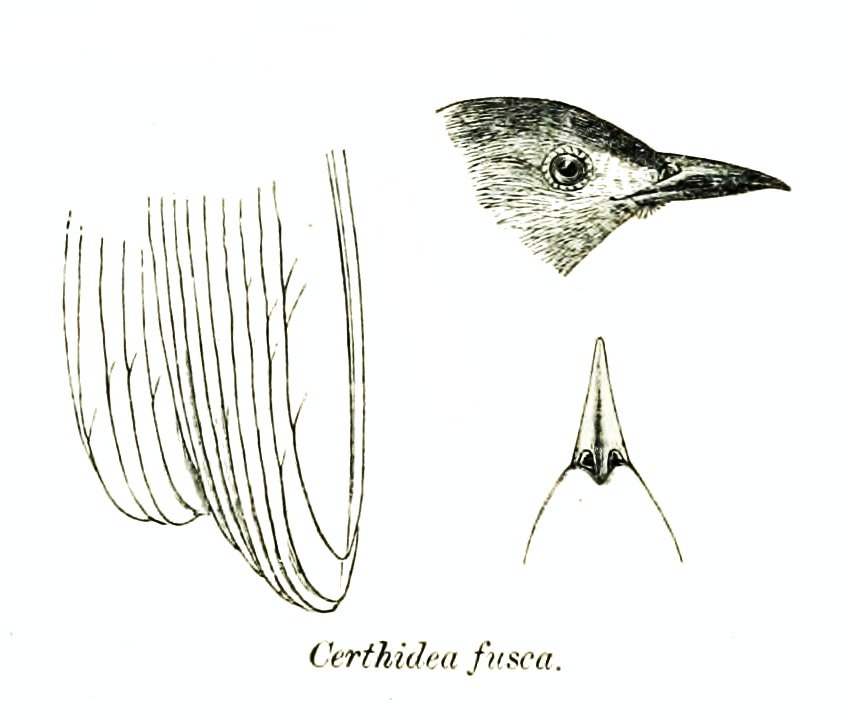
تصویر بال، نوک و سر